# 나 혼자 못산다
《나 혼자 못산다》는 한국에서 제작된 한상훈 감독의 1973년 영화이다. 나훈아 등이 주연으로 출연하였고 강인옥 등이 제작에 참여하였다.

## 출연

### 주연
- 나훈아
- 신영일
- 김창숙